# 浅川橋
浅川橋（あさかわばし）とは東京都八王子市にある浅川に架かる国道16号（東京都道166号瑞穂あきる野八王子線重用）の橋。

## 概要
中央自動車道・八王子インターチェンジの南（インターチェンジから相模原方面）にある。

## 歴史
明治中頃まではこの地に恒久的な橋はなく、地元住民は板橋を架けて川を渡っていた。初代の橋は1901年（明治34年）竣工の木造橋で、1930年（昭和5年）には鋼I桁橋に架け替えられた。その後1963年にコンクリート橋に架け替えられて現在に至る。

## 周辺
八王子の市街地の北西に位置し、西から東に流れる浅川を南北に渡る。南詰（右岸）は大横町、北詰は中野上町となる。浅川橋を含む区間は、国道16号と東京都道166号瑞穂あきる野八王子線の重複区間となる。上流側の萩原橋、下流側の暁橋とは、それぞれ700mほど離れている。